# Livrea Charter
La livrea Charter è lo schema di colorazione, applicato a partire dal 2019, come identità societaria, per il materiale rotabile delle Ferrovie dello Stato Italiane, destinata alle carrozze che vengono affittate per servizi come i treni UNITALSI per i pellegrinaggi a Lourdes.

## Storia
Questa livrea è stata presentata alla stampa a Roma Ostiense il 24 settembre 2019. L'applicazione della livrea è iniziata da fine 2019 presso l'IMC di Reggio Calabria.
Per la prima volta, le carrozze charter ricevono una livrea dedicata ed esclusiva. Infatti, fino a quel momento, le carrozze vestivano le livree standard come l'XMPR, comuni con il resto dell'altro materiale. Solo le carrozze barellate avevano un disegno dedicato.
A causa della pandemia di COVID-19, le carrozze con questa nuova livrea non sono state utilizzate. Di conseguenza, è stato possibile vedere le prime composizioni circolanti con questa nuova livrea solo a partire dal 2022.

## Descrizione
La livrea "Charter" prevede la cassa in bianco segnale "RAL 9003", blu cobalto "RAL 5013" e il grigio platino "RAL 7030". Le carenature sono grigio scuro "RAL 7021" e l'imperiale è in grigio blu "RAL 7031". Invece, per le strisce laterali è stato utilizzato l'oro "RAL 1036" e il rosso traffico "RAL 3020", usato anche per le porte.
La livrea è completata dalla scritta "Charter", oppure, in alcuni casi, "Cuccette".
Utilizzo
| Codici del colore       | Descrizione                         |
| ----------------------- | ----------------------------------- |
| Bianco segnale RAL 9003 | Parte di cassa e cornici dei fanali |
| Blu cobalto RAL 5013    | Parte di cassa                      |
| Grigio platino RAL 7030 | Estremità della cassa               |
| Grigio scuro RAL 7021   | Carenature                          |
| Grigio blu RAL 7031     | Imperiale                           |
| Oro RAL 1036            | Strisce laterali                    |
| Rosso traffico RAL 3020 | Strisce laterali e porte            |

## Applicazione
I rotabili che hanno ricevuto la livrea Charter sono:
- Varie tipologie di carrozze UIC-X;
- Bagagliai UIC-Z.[1][2]